# Escamps (Yonne)
Escamps es una localidad y comuna francesa situada en la región de Borgoña, departamento de Yonne, en el distrito de Auxerre y cantón de Coulanges-la-Vineuse.

## Demografía
| 1 008 | 1 029 | 1 010 | 1 002 | 1 080 | 1 075 | 1 110 | 1 097 | 1 084 | 1 067 | 1 045 | 1 054 | 1 065 | 1 023 | 1 002 | 923 | 871 | 838 | 815 | 773 | 683 | 691 | 605 | 651 | 612 | 619 | 554 | 505 | 469 | 564 | 685 | 710 | 792 |
| Para los censos de 1962 a 1999 la población legal corresponde a la población sin duplicidades (Fuente: INSEE [Consultar]) |       |       |       |       |       |       |       |       |       |       |       |       |       |       |     |     |     |     |     |     |     |     |     |     |     |     |     |     |     |     |     |     |

Sus habitantes son llamados Escampois.